# Pisum sativum subsp. arvense
El bisalto, tirabeque o guisante mollar, o en el Perú jolantao u holantao (del cantonés: 荷蘭豆 [ho4laan 1dau2]) (Pisum sativum arvense, P. arvense L.) es una planta herbácea de la familia de las leguminosas (Fabacea), más o menos trepadora, propia de la cuenca mediterránea aunque muy extendida en todo el mundo. Se cultiva para obtener sus pequeñas semillas –que, al igual que la planta misma, recibe distintos nombres, según la zona; entre otros muchos, guisante, chícharo (del mozárabe číčar-o, y este del latín cicĕra), petipuás (del francés petit pois), arveja – y las variedades de tiernas vainas comestibles que los envuelven conocidas como miracielo, cometodo o tirabeque, en ambos casos muy apreciadas para el consumo humano. Se trata de verduras de temporadas muy cortas, apenas unas semanas en el inicio de la primavera.

## Descripción
Está estrechamente relacionado con el guisante de jardín, cuyas vainas y semillas inmaduras se utilizan en todo el mundo como vegetales verdes.
Es una legumbre anual que sube con tallos débiles y relativamente suculentos. Las guías a menudo tienen de 1,22 a 1,52 m de largo, pero cuando se cultivan solas, los tallos débiles del guisante de campo evitan que crezca a más de 0,46 a 0,61 m de altura.
Las hojas tienen dos foliolos y un zarcillo. Las flores son blancas, rosadas o púrpuras. Las vainas llevan semillas que son grandes (unas 8820 semillas / kilogramo), casi esféricas, y blancas, grises, verdes o marrones.
El sistema de raíces es relativamente poco profundo y pequeño, pero bien nodulado.

## Historia
El tirabeque, también conocido como guisante de campo, ha sido un cultivo de leguminosas de grano importante durante milenios, las semillas que muestran características domésticas que datan de al menos 7000 años se han encontrado en sitios arqueológicos alrededor de lo que ahora es Turquía.

## Cocina
Debido al pequeño tamaño de las semillas, los tirabeques pegan con todo, son de textura crujiente y a la vez suave con un sabor algo dulce y un toque muy ligero de amargura, siendo recomendable que se consuma lo más fresco posible, ya que con el paso de los días la vaina se pone dura y el tirabeque pierde su sabor.

## Nombres vernáculos
La denominación guisante (del mozárabe biššáuṭ, y este del latín pisum sapĭdum, guisante sabroso, influido por guisar) o chícharo (del mozárabe číčar-o, y este del latín cicĕra) aplicada a toda la planta es una metonimia, pues este no es más que la semilla. Recibe, entre otros, el nombre vernáculo de arveja, aunque este es un apelativo común que se da en ciertos países a otras plantas del género Vicia, especialmente con la arveja silvestre (Vicia cracca) y la arveja común (Vicia sativa), ampliamente cultivada como planta forrajera.
Otros nombres: abejaquilla, alvilla, arbeja, arbella, arveja, arvejana, arvejo, arvejote, arvejón, bisaltera, bisaltero, bisalto, bisantes, bisarto, chicharro, chícharo, cuchillejo, disante mayor, disante menor, fasolera, garbaneta, guisante, guisante ordinario, guisantera, guisón, haberos, ilar, moros, nanos, pelailla, pequeñicos, poa, prinsol, présoles, pésole, tabilla, tirabeques, tres reyes.
En América también se conoce al guisante como jolantao (del chino jo lan tau), bisalto o tirabeque (nombre que en España se aplica al guisante inmaduro que se prepara y come con la vaina).